# I tre amanti (film 1921)
I tre amanti è un film del 1921 diretto da Guglielmo Zorzi e con protagonista Italia Almirante Manzini.

## Trama
Il noto pittore Giovanni Salvi incontra Elena, una ragazza scacciata dalla sua famiglia perché è stata sedotta e abbandonata, e la invita a posare per lui, accogliendola a casa sua. Nel suo studio lavorano l'allievo Andrea e, come modello, un giovane zingaro, non vedente, di nome Mitia. Il ritratto del Salvi ad Elena vincerà anche un premio. Ben presto però attorno alla donna si agitano tre passioni: quella riposante e serena dell'anziano Giovanni, quella violenta e ardente di Andrea e quella timida e giovanile di Mitia.   
Giovanni quindi è follemente innamorato della sua protetta. Elena invece non sa resistere ad Andrea e si innamora di lui. Quando il pittore comprende la situazione, si chiude nel suo studio e si uccide. I due amanti si dividono, mentre il giovane Mitia, che nulla vede ma tutto comprende, si abbandona ad un pianto sconsolato.

## Critica

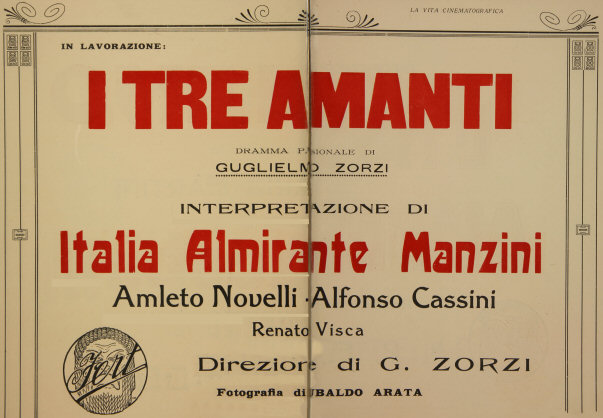
Flano cinematografico su una rivista dell'epoca

La vita cinematografica scrive del film: «Il dramma di Guglielmo Zorzi, che ebbe varia fortuna su le scene italiane, non era certo tra le sue opere teatrali la più indicata ad una trasposizione sullo schermo: il conflitto d'anime che costituisce il centro del dramma e s'esprime sempre in sordina, quasi tema di erompere in lacerante grido di passione; la tenuità della sua trama, se a stento erano servite a costruire un lavoro teatrale che non riusciva ad andare al di là di una forma schematica [...]  tanto meno poteva servire a comporre un film di molta ampiezza e consistenza. Infatti, il difetto più evidente e che salta subito agli occhi di chiunque è che il film s'indugia in particolari inutili e ricorre a continui insignificanti passaggi, si perde in giri tortuosi per supplire così alla scarsezza del suo contenuto e della sua azione [...]. L'esecuzione, la messa in scena e l'interpretazione sono invece assai lodevoli e danno valore al film [...]. Ma tutta la raffinatezza interpretativa di Italia Almirante-Manzini, malgrado si sforzi, non riesce a dar vita a questa creatura incerta di Elena: manca in essa l'anima e noi sentiamo che ciò che ci fa vibrare appartiene esclusivamente all'anima dell'artista, dell'interprete, non a quella del personaggio [...]».